# Clara Thue Ebbell
Clara Thue Ebbell, född 22 februari 1880 i Grimstad, död 25 januari 1971 . Norsk författare, främst biografier och böcker för barn.
Hon blev student 1899 och var ordförande i Kvindelige Studenters Klub. 1905 blev hon styrelsemedlem i Studentersamfundet och redaktör för Kvinelige Studenters Jubileumsskrift
1906 gifte hon sig med författaren Bendix Joachim Ebbell.

### Böcker översatta till svenska[2]
- 1918 - En stor mans hustru Katarina von Bora
- 1938 - Fyra på egen hand

### Ej översatta böcker[3]
- 1904 - Ny ABC med hane for alle snille og voksne børn
- 1911 - Den vide, vide verden
- 1912 - En Ny-Englandspike - "Queechy"
- 1916 - Hun som skrev Onkel Toms hytte
- 1920 - Da Mayflower drog
- 1933 - Sir Evelyns myndling
- 1936 - Kagawas hustru
- 1936 - Hanna på Lillevold
- 1937 - Sigøineren Gipsy Smith
- 1937 - I motbakke
- 1938 - Lord Shaftesbury : en som gikk foran
- 1938 - Presten på Labrador
- 1940 - Cathinka Guldberg : banebryter : den norske diakonisses mor
- 1940 - Fortellingen om en god jul
- 1941 - Der går et stille tog
- 1946 - På frammarsj : Bolette Gjør, misjonsvennen
- 1949 - Bob reiser jorda rundt : en foksterrier forteller
- 1953 - Vårtid
- 1955 - Adrienne
- 1959 - Billett mrk. "Bokholder"
- 1960 - Maja
- 1962 - Maja prestekone
- 1966 - I ungdomsbyen med Henrik Ibsen
- 1969 - Brownie